# René Neuville
René Neuville (* 20. Oktober 1899 in Gibraltar; † 23. Juni 1952 in Jerusalem) war ein französischer Diplomat und Prähistoriker.

## Leben
Neuville wurde als Sohn des französischen Generalkonsuls in Gibraltar geboren. Er begann früh mit seiner diplomatischen Laufbahn am Konsulat in Ventimiglia an der italienischen Riviera. 1926 wurde er zum Kanzler am französischen Konsulat in Jerusalem berufen, wo er fast elf Jahre blieb. In dieser Zeit befasste er sich mit dem Studium der Vorgeschichte Palästinas und veröffentlichte in der Folge einige Monografien mit anderen Archäologen und schrieb archäologische Artikel in Fachzeitschriften. 1933 legte er einen Testschnitt in der Terrasse von El Khiam an.
1933 entdeckte Neuville bei seinen Ausgrabungen der Qafzeh-Höhle bei Nazareth die Überreste von fünf Menschen, die im Mittelpaläolithikum dort bestattet wurden. Eine weitere Entdeckung dieses Jahres war der Fund einer elftausend Jahre alten Figur der epipaläolithischen Natufien-Kultur aus der Nähe von Bethlehem. Diese sogenannten Liebenden von ʿAin Sakhri stammen aus der ʿAin-Sakhri-Höhle in der Nähe von Bethlehem und befinden sich seit 1958 im British Museum in London.
1937 wurde er Konsul in Alicante, dann in Gibraltar. Zu Beginn des Zweiten Weltkriegs wechselte er nach Marokko, wo er seine Forschungen fortsetzte. Nach der Befreiung Algeriens durch die Alliierten ging er nach Algier und später nach Tunis. 1946 wurde er als Generalkonsul nach Jerusalem berufen. Nach dem Attentat vom 22. Juli 1946 der Irgun auf das King David Hotel in Jerusalem sandte er am 24. Juli einen Lagebericht an das französische Außenministerium. Er setzte seine Forschungen fort, die unruhige Lage im Palästina der Nachkriegszeit ließ ihm jedoch wenig Zeit und Gelegenheit für diese Arbeit. 1951 wurde seine letzte Veröffentlichung  über die Altsteinzeit und das Mesolithikum in der Judäischen Wüste in Paris verlegt.

## Veröffentlichungen
- mit Robert Köppel und Alexis Mallon: Teleilāt Ghassūl
  - Bd. 1: Compte rendu des fouilles de l’Institut Pontifical 1929–1932. Rom 1934.
  - Bd. 2: Compte rendu des fouilles de l’Institut Pontifical 1932–1936. (= Scripta pontificii instituti biblici 87), Rom 1940.
- mit Armand Ruhlmann: La place du paléolithique ancien dans le quaternaire marocain. Farraire, Casablanca, Marokko 1941.
- mit Y. Bentor: Le paléolithique et le mésolithique du Desert de Judée. (= Archives de l’Institut de paléontologie humaine. Mémoire 24) Masson, Paris 1951.